# Цвохау
Цвохау (нем. Zwochau) — бывшая коммуна в немецкой федеральной земле Саксония. С 1 января 2013 года входит в состав общины Видемар.
Подчиняется административному округу Лейпциг и входит в состав района Северная Саксония.  
Население составляет 1066 человек (на 31 декабря 2010 года). Занимает площадь 18,84 км². Официальный код  —  14 3 74 410.
Коммуна подразделялась на два сельских округа.